# 13857 Stafford
13857 Stafford eller 1999 XE109 är en asteroid i huvudbältet som upptäcktes den 4 december 1999 av Catalina Sky Survey projektet. Den är uppkallad efter Gregory Stafford.
Asteroiden har en diameter på ungefär 4 kilometer.